# Церква Успіння Святої Анни (Бистрець)
Церква Успіння Святої Анни (Бистрець) — діюча дерев'яна церква в с. Бистрець Івано-Франківської області, Україна, пам'ятка архітектури національного значення, датована 1872 роком.

## Історія
Храм завершили будувати та освятили 7 серпня 1872 р. В 1923 році за настоятеля о. Василя Глібовицького він увійшов до парафії села Жаб’є-Ільці. На стіні церкви є напис, про те, що малюванням стін храму в 1938 році займався художник Іван Яворський. Дзвони за о. Богдана Ординського замовлені у майстерні братів Фельчинських у місті Калуші та в травні 1939 року доставлені до церкви. В радянські часи церква була закрита для здійснення богослужінь з 1962 по 1990 роки, проте охоронялась як пам'ятка архітектури Української РСР (№ 1144). В храмі діяв траурний дім, що передбачало використання церковного майна без здійснення обрядів.  Під час закриття храму з нього зняли всі хрести, окрім одного, залишення якого відстояли місцеві жителі.  Заарештований та засуджений на 1 рік позбавлення волі був церковний брат Сьопинюк Микола Олексійович, який намагався відкрити церкву 2 лютого 1969 р. Церква використовується громадою Православної церкви України, в ній служить протоієрей Віктор Шица. Храм розташований в східній частині села, на схилі, біли дороги та лівого берега річки Бистрець. На церковній території розташований цвинтар та дзвіниця.   
В 2018 році було укладено договір на поточний ремонт іконостасу церкви.   

## Архітектура
Церква збудована з соснового брусу в гуцульському стилі та лежить на кам'яному підмурівку. Зруби церкви об'єднані конструктивно в хрестоподібну форму з невеликими боковими раменами. Навколо церкву опоясує опасання, розташоване на випусках зрубів. Церква має два ганки, один з яких під опасанням, прибудований до бабинця, а інший, прибудований до південної сторони нави, має власний дах, сполучений з опасанням. До вівтаря прибудована ризниця. В бабинці розташовані хори. Нава має перекриття шатрової восьмискатної бані, яка розташовується на восьмисторонній основі, яка в свою чергу лежить на квадратному зрубі. Церкву увінчує збережений оригінальний хрест. На двоскатних дахах бокових зрубів розташовані маківки з хрестами. В інтер'єрі зруби церкви з'єднані акровими переходами. У 2004-2005 роках верхню частину церкви від опасання перекрили алюмінієвою карбованою бляхою.
Інтер'єр церкви прикрашає панікадило та інша різьблена дерев'яна церковне начиння (хрести, патериця,  аналой, тетрапод, престол, кіот, менора, два п’ятисвічники, процесійний та похоронний хрест, ікона “Розп’яття з пристоячими”). Начиння частково збережена завдяки місцевим жителям, які її ховали у власних домівках під час радянського періоду.
Панікадило має триярусну структуру гілок з ликами ангелів і херувимів з об’ємним ажурним різьбленням та поліхромуванням та чашами для свічок.

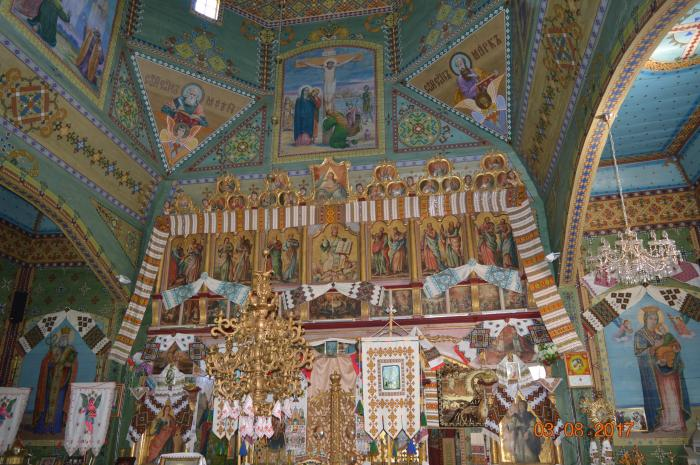
Інтер'єр, панікадило

## Дзвіниця
До складу пам'ятки входить також дзвіниця, яка була побудована за різними даними в 1872 або 1877, 1913 роках. Структурно це восьмигранна споруда, перщий ярус якої зі зрубу, а бругий каркасний, оточена опасанням, яке розташоване на вінцях зрубів з шатроподібним дахом. Дзвіниця в 2014 році була перекрита бляхою.

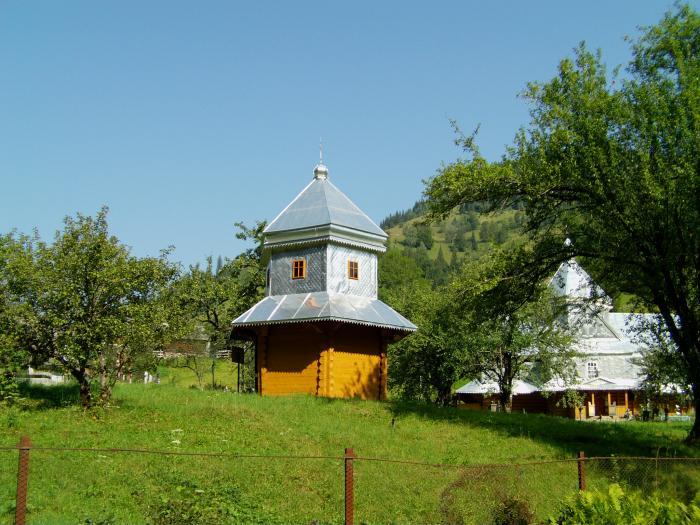
Дзвіниця

## Див також
- Вознесенська церква (Ясіня);
- Церква Благовіщення Пречистої Діви Марії (Коломия);
- Церква Покрови Пресвятої Богородиці (Білоберізка)
- Церква святого Василія Великого (Черче);
- Церква чуда Святого Архистратига Михаїла (Дора).